# فابيان بوم
فابيان بوم (بالألمانية: Fabian Böhm) مواليد 24 يونيو 1989 في بوتسدام، هو لاعب كرة يد ألماني يلعب كظهير أيسر. يلعب حاليا مع نادي بالينغن فايلشتيتن لكرة اليد ويحمل الرقم 2. مثل منتخب ألمانيا لكرة اليد.

## المسيرة الاحترافية
لعب مع نادي ماغديبورغ لكرة اليد في الدوري الألماني من سنة 2006 إلى 2010، ثم لعب مع نادي فوكس برلين لكرة اليد في موسم 2010–2011، ثم لعب مع نادي برقيشر لكرة اليد في الدوري الألماني في موسم 2011–2012، ثم لعب مع نادي بالينغن فايلشتيتن لكرة اليد في سنة 2013.

## سجل المنافسة
شارك في البطولات التالية:
- بطولة العالم لكرة اليد للرجال 2015

## روابط خارجية
- فابيان بوم على موقع الاتحاد الأوروبي لكرة اليد (الإنجليزية)